# Usama Aziz
Usama Aziz (ur. 31 sierpnia 1972) – szwedzki zapaśnik walczący w stylu klasycznym. Dwukrotny olimpijczyk. Jedenasty w Barcelonie 1992 i czternasty w Atlancie 1996, w kategorii 62 kg.
Piąty na mistrzostwach świata w 1995, a także na mistrzostwach Europy w 1992. Trzeci na igrzyskach bałtyckich w 1993. Zdobył dwa medale na mistrzostwach nordyckich w latach 1994 – 1996. Wicemistrz Europy juniorów w 1989 roku.

## Lista walk w MMA
| Wynik     | Bilans    | Przeciwnik (bilans przed walką) | Rozstrzygnięcie                             | Runda | Czas | Rozgrywki                       | Data       | Miejsce   | Uwagi                                                                               |
| --------- | --------- | ------------------------------- | ------------------------------------------- | ----- | ---- | ------------------------------- | ---------- | --------- | ----------------------------------------------------------------------------------- |
| Wygrana   | 6-3-1 (1) | Jens Pulver (27-18-1)           | Decyzja (jednogłośna)                       | 3     | 5:00 | Superior Challenge 9            | 23.11.2013 | Göteborg  | Po zakończeniu pojedynku Aziz ogłosił zakończenie sportowej kariery.                |
| Przegrana | 5-3-1 (1) | Joachim Hansen (20-10-1)        | Poddanie (dźwignia prosta na staw łokciowy) | 2     | 3:47 | Superior Challenge 6            | 29.10.2010 | Sztokholm |                                                                                     |
| Przegrana | 5-2-1 (1) | Jameel Massouh (21-7)           | Decyzja (jednogłośna)                       | 3     | 5:00 | Superior Challenge 5            | 01.05.2010 | Sztokholm | Pojedynek o pas mistrzowski Superior Challenge w wadze piórkowej.                   |
| Przegrana | 5-1-1 (1) | Fabio Mello (5-6)               | Poddanie (dźwignia prosta na staw łokciowy) | 3     | 1:58 | Bellator 12                     | 19.06.2009 | Hollywood | Debiut w Bellator MMA.                                                              |
| Wygrana   | 5-0-1 (1) | Tomohiko Hori (10-5-5)          | Decyzja (jednogłośna)                       | 3     | 5:00 | Superior Challenge 3            | 30.05.2009 | Sztokholm |                                                                                     |
| Nieodbyta | 4-0-1 (1) | Emmanuel Fernandez (9-4-1)      | No Contest (przypadkowe zderzenie głowami)  | 2     | 1:44 | Superior Challenge 2            | 25.10.2008 | Sztokholm | Po przypadkowym zderzeniu głowami pojedynek został przerwany i uznany za nieodbyty. |
| Wygrana   | 4-0-1     | Frederic Fernandez (4-7-1)      | TKO (ciosy pięściami)                       | 1     | 0:37 | Superior Challenge 1            | 05.04.2008 | Sztokholm | Debiut w Superior Challenge.                                                        |
| Wygrana   | 3-0-1     | Hiroyuki Abe (7-11-3)           | KO (ciosy pięściami)                        | 1     | 2:31 | Bodog FIGHT: Vancouver          | 25.08.2007 | Vancouver |                                                                                     |
| Remis     | 2-0-1     | Rafael Dias (7-1)               | Remis                                       | 3     | 5:00 | Bodog FIGHT: Costa Rica Combat  | 17.02.2007 | ?         |                                                                                     |
| Wygrana   | 2-0       | Anderson Pereira (1-0)          | Decyzja (jednogłośna)                       | 3     | 5:00 | Universal Promotions: Mix Fight | 25.09.2005 | Antwerpia |                                                                                     |
| Wygrana   | 1-0       | Wim Deputter (5-1)              | Decyzja (jednogłośna)                       | 3     | 5:00 | Dawsu Fight Event               | 16.04.2005 | Leuven    | Debiut w zawodowym MMA i wadze piórkowej.                                           |